# Прем'єр-міністр Швеції
Прем'єр-міністр Швеції (швед. Sveriges statsminister, дос. «Міністр держави Швеції») є головою уряду Королівства Швеція. До створення посади прем'єр-міністра 1876 року, Швеція не мала глави уряду, окрім голови держави, — короля, у чиїх руках зосереджувалася виконавча влада. Луї Ґергард де Геер, архітектор нового двопалатного парламенту 1866 року, став першим, хто обійняв посаду прем'єр-міністра 1876 року.
Нинішнім прем'єр-міністром Швеції є Ульф Крістерссон.
Посада заснована 20 березня 1876 року.

## Список прем'єр-міністрів Швеції
| №  | Термін                  | Партія                                                              | Прем'єр-міністр      |
| -- | ----------------------- | ------------------------------------------------------------------- | -------------------- |
| 1  | 20.03.1876 — 19.04.1880 | Незалежна ліберальна партія                                         | Луї Ґергард де Геер  |
| 2  | 19.04.1880 — 13.06.1883 | Аграрна партія                                                      | Арвід Поссе          |
| 3  | 13.06.1883 — 16.05.1884 | Незалежна консервативна партія                                      | Карл Йоган Тиселіус  |
| 4  | 16.05.1884 — 06.02.1888 | Незалежна ліберальна партія                                         | О. Р. Темптандер     |
| 5  | 06.02.1888 — 12.10.1889 | Незалежна консервативна партія                                      | Ґ. Більдт            |
| 6  | 12.10.1889 — 10.07.1891 | Протекціоністська партія більшості                                  | Г. Окергельм         |
| 7  | 10.07.1891 — 12.09.1900 | Аграрна партія                                                      | Е. Г. Бустрьом       |
| 8  | 12.09.1900 — 05.07.1902 | Незалежна консервативна партія                                      | Ф. фон Оттер         |
| 9  | 05.07.1902 — 13.04.1905 | Аграрна партія                                                      | Е. Г. Бустрьом       |
| 10 | 13.04.1905 — 02.08.1905 | Незалежна консервативна партія                                      | Й. Рамстедт          |
| 11 | 02.08.1905 — 07.11.1905 | Протекціоністська партія більшості                                  | К. Лундеберг         |
| 12 | 07.11.1905 — 29.06.1906 | Ліберальна коаліція                                                 | К. Стофф             |
| 13 | 29.06.1906 — 07.10.1911 | Аграрна партія                                                      | С. А. Ліндман        |
| 14 | 07.10.1911 — 17.02.1914 | Ліберальна коаліція                                                 | К. Стааф             |
| 15 | 17.02.1914 — 30.03.1917 | Незалежна консервативна партія                                      | Я. Хаммаршельд       |
| 16 | 30.03.1917 — 19.10.1917 | Національна партія                                                  | К. Сварц             |
| 17 | 19.10.1917 — 10.03.1920 | Ліберальна коаліція                                                 | Н. Еден              |
| 18 | 10.03.1920 — 27.10.1920 | СДРПШ                                                               | К. Я. Брантінг       |
| 19 | 02.10.1920 — 23.02.1921 | Незалежна консервативна партія (НКП)                                | Ґергард Луї де Геер  |
| 20 | 23.02.1921 — 13.10.1921 | Незалежний                                                          | О. Ф. фон Сюдов      |
| 21 | 13.10.1921 — 19.04.1923 | СДРПШ                                                               | К. Я. Брантінг       |
| 22 | 19.04.1923 — 18.10.1924 | Національна партія                                                  | Е. Триґґер           |
| 23 | 18.10.1924 — 24.01.1925 | СДРПШ                                                               | К. Я. Брантінг       |
| 24 | 24.01.1925 — 07.06.1926 | СДРПШ                                                               | Р. Сандлер           |
| 25 | 07.06.1926 — 02.10.1928 | Народна партія (НП)                                                 | К. Г. Екман          |
| 26 | 02.10.1928 — 07.06.1930 | Аграрна партія                                                      | А. Ліндман           |
| 27 | 07.06.1930 — 06.08.1932 | НП                                                                  | К. Г. Екман          |
| 28 | 06.08.1932 — 24.09.1932 | НП                                                                  | Ф. Гамрін            |
| 29 | 24.9.1932 — 19.06.1936  | СДРПШ                                                               | П. А. Ганссон        |
| 30 | 19.06.1936 — 28.09.1936 | Партія Центру (ПЦ)                                                  | А. Перссон-Брамсторп |
| 31 | 28.09.1936 — 06.10.1946 | СДРПШ в 09.1936 — 12.1939 з ПЦ, в 12.1939 — 07.1945 з ПЦ, УКП та НП | П. А. Ганссон        |
| 32 | 11.10.1946 — 14.10.1969 | СДРПШ, в 10.1951 — 10.1957 з ПЦ                                     | Т. Ерландер          |
| 33 | 14.10.1969 — 08.10.1976 | СДРПШ                                                               | У. Пальме            |
| 34 | 08.10.1976 — 18.10.1978 | ПЦ/УКП/НП                                                           | Т. Фельдін           |
| 35 | 18.10.1978 — 12.10.1979 | НП                                                                  | У. Ульстен           |
| 36 | 12.10.1979 — 08.10.1982 | ПЦ/УКП/НП                                                           | Т. Фельдін           |
| 37 | 08.10.1982 — 28.02.1986 | СДРПШ                                                               | У. Пальме            |
| 38 | 01.03.1986 — 04.10.1991 | СДРПШ                                                               | І. Карлссон          |
| 39 | 04.10.1991 — 07.10.1994 | УКП/НП/ПЦ/ХДП                                                       | К. Більдт            |
| 40 | 07.10.1994 — 22.03.1996 | СДРПШ                                                               | І. Карлссон          |
| 41 | 22.03.1996 — 06.10.2006 | СДРПШ                                                               | Й. Перссон           |
| 42 | 06.10.2006 — 3.10.2014  | УКП (Альянс за Швецію)                                              | Ф. Рейнфельдт        |
| 43 | 3.10.2014 — 30.11.2021  | СДРПШ                                                               | С. Левен             |
| 44 | 30.11.2021 — 18.10.2022 | СДРПШ                                                               | М. Андерссон         |
| 45 | з 18.10.2022            | УКП                                                                 | У. Крістерссон       |

## Галерея

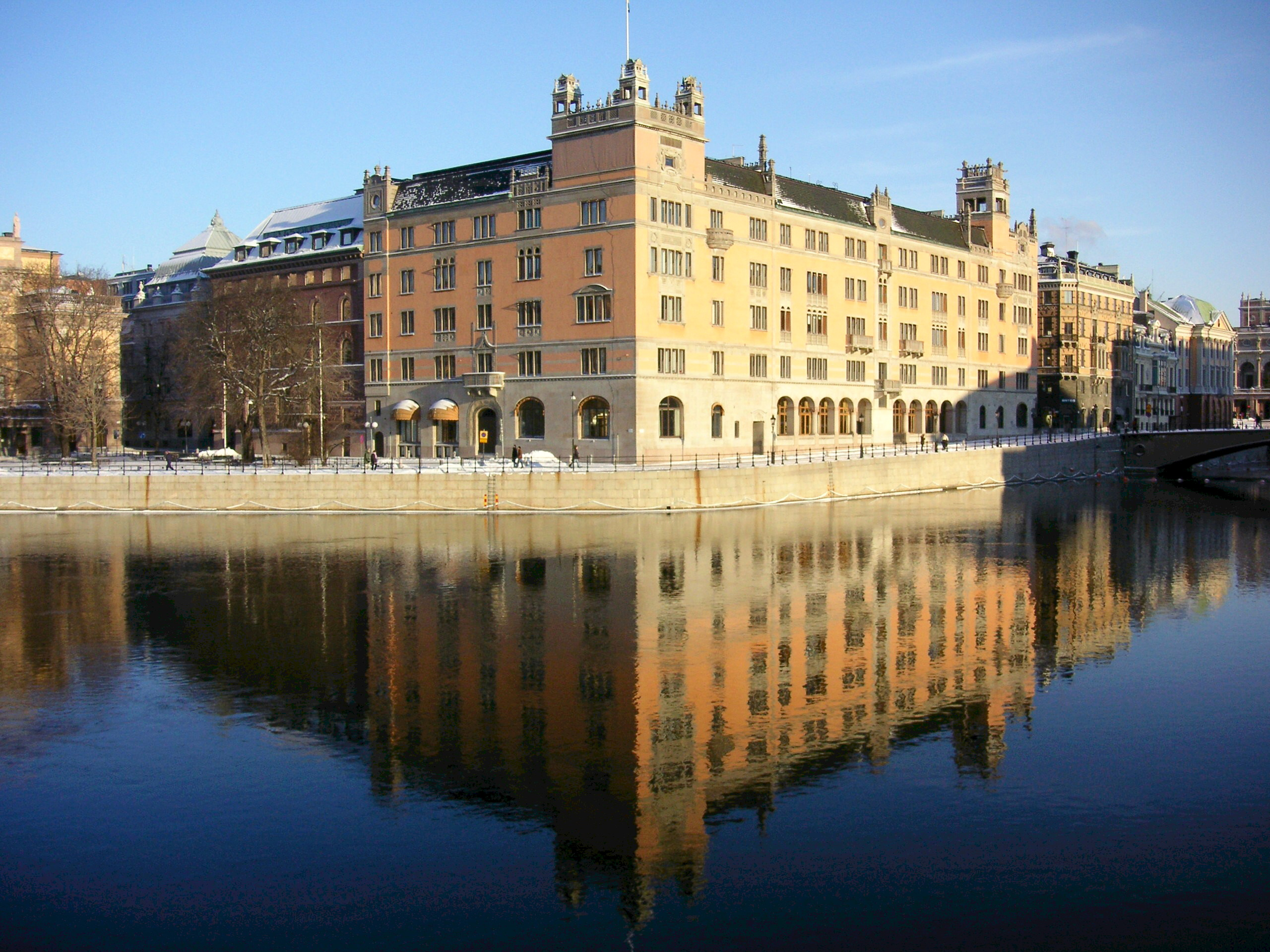
Росенбад, резиденція прем'єр-міністра з 1981.
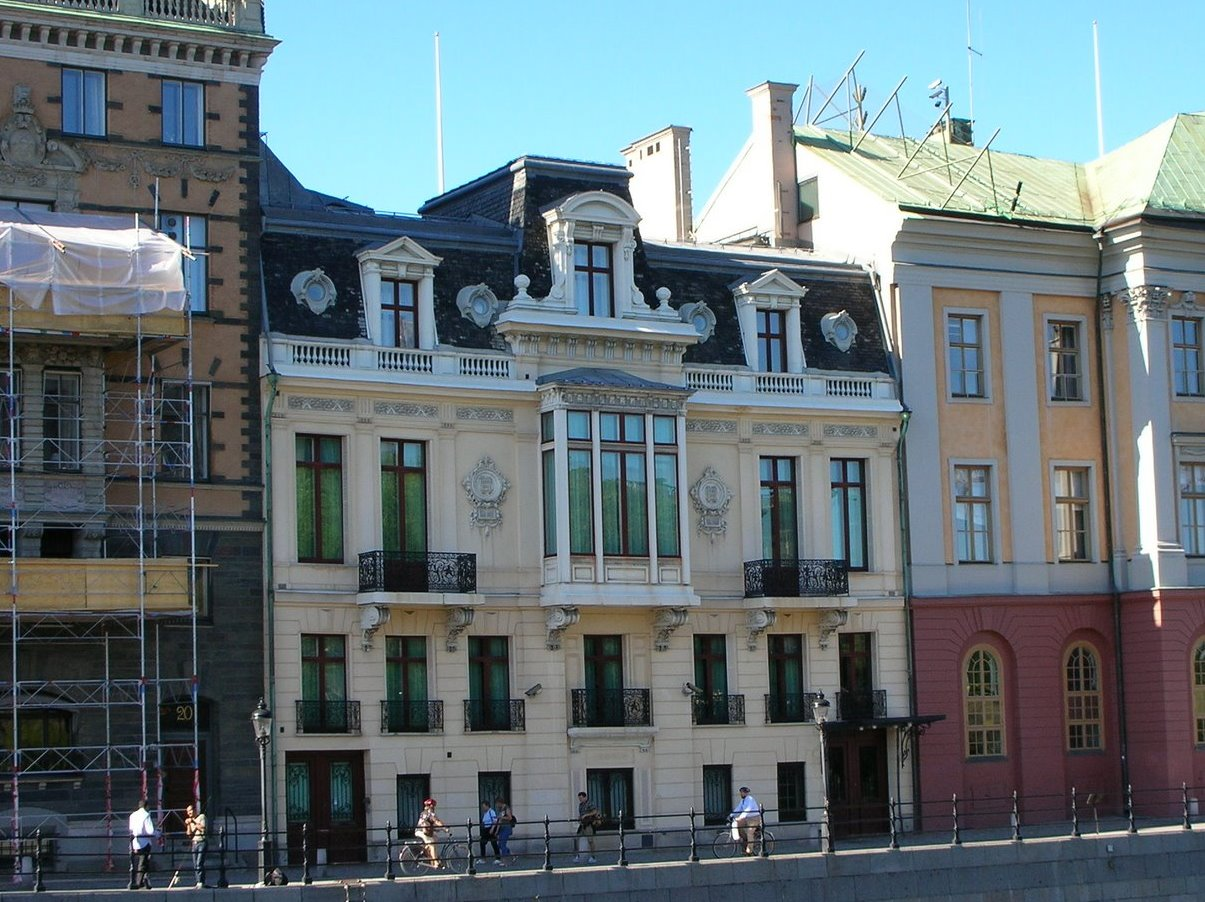
Палац Сагер, офіційна резиденція прем'єр-міністра.
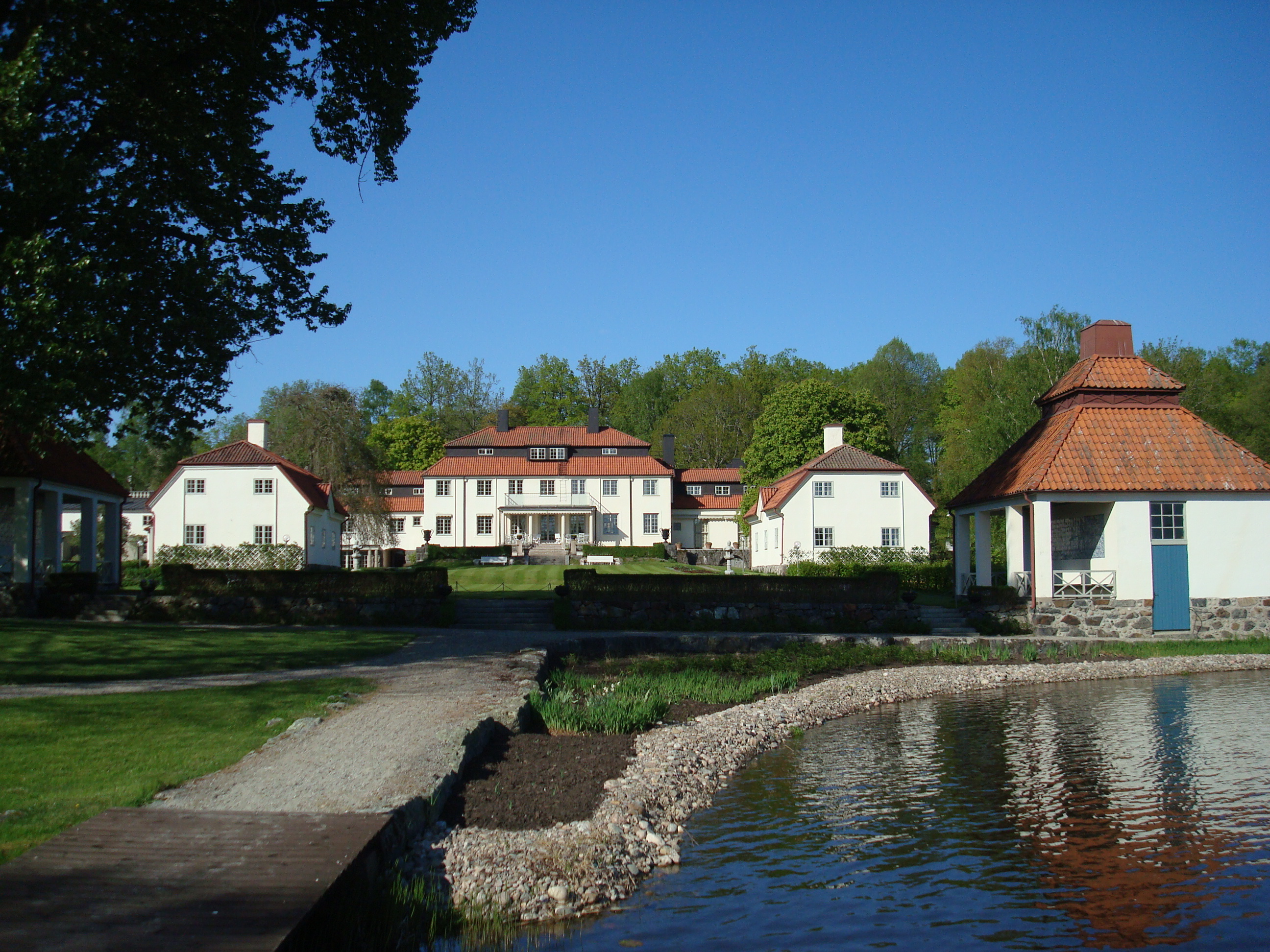
Harpsund — заміська резиденція прем'єра з 1953
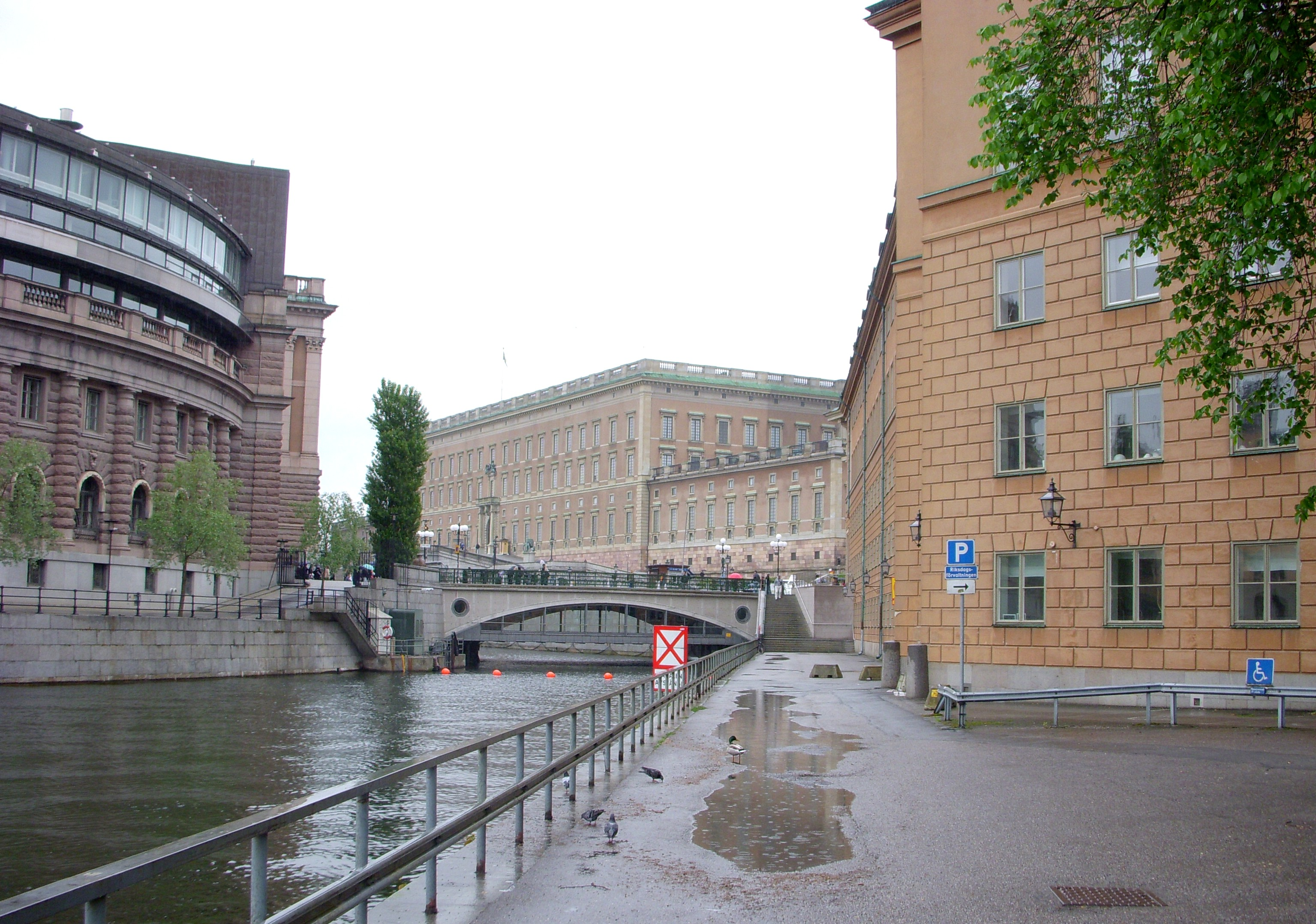
Kanslihuset, резиденція прем'єра до 1981, зараз тут розміщений Риксдаг.